# Pierrot Gosselin
Pierrot Gosselin (Hautrage, 23 maart 1932) is een Belgisch voormalig (baan)-wielrenner. Zijn broer Emile Gosselin was ook een baanwielrenner.

## Carrière
Gosselin won een aantal medailles bij de amateurs in het baanwielrennen en behaalde in 1956 brons op de sprint. In 1952 nam hij deel aan de Olympische Spelen waar hij 5e werd in de ploegenachtervolging. Hij won bij de onafhankelijken twee wedstrijden.

## Erelijst

### Baan
| Jaar           | BK       | EK       | WK       | Overige                                    |
| Amateurs       | Amateurs | Amateurs | Amateurs | Amateurs                                   |
| -------------- | -------- | -------- | -------- | ------------------------------------------ |
| 1950           | Sprint   |          |          |                                            |
| 1951           | Sprint   |          |          |                                            |
| 1952           |          |          |          | Olympische Spelen: 5e ploegenachtervolging |
| 1953           | Sprint   |          |          |                                            |
| Beroepsrenners |          |          |          |                                            |
| 1956           | Sprint   |          |          |                                            |

### Weg
1954
- Gent - Brugge (onafhankelijken)

1955
- Heestert - Doornik - Heestert (onafhankelijken)

Wielerploegen van Pierrot Gosselin
Andries ·
Baert ·
Bels ·
Blavier ·
Borgmans ·
Bosmans ·
Buysse ·
Claeys ·
De Backer ·
De Boever ·
De Laet ·
Demunster ·
De Pauw ·
De Pré ·
Deleye ·
Deloof ·
Demaer ·
Denys ·
Depover · 
Despeghel ·
Devoldere ·
Dewitte ·
Doom ·
Duerinckx ·
Dussault ·
Englebert ·
Ertveldt ·
Favre ·
Flecy ·
Gosselin ·
Gräser (tot 31/05) ·
Hanssen ·
Heye ·
Heyvaert ·
Hoevenaars ·
Hooberghs ·
Hubar ·
Huyskens ·
Janssen ·
Kennedy (tot 25/06) ·
Lamote ·
Laroy ·
Ledru ·
Luyten ·
Machiels (tot 05/06) ·
McLennan ·
Meuleman ·
Michiels ·
Moxhet (tot 05/05) ·
Murray ·
Noyelle ·
Nulens ·
Pascal ·
Patteeuw ·
Planckaert ·
Reyers ·
Rijckaert (tot 05/05) ·
Roman ·
Rosseel ·
Saelens ·
Schaeken ·
Schaerlaeckens ·
Schellenberg ·
Schepens ·
Schmidt ·
Soenens ·
Strehler ·
Terryn ·
Tressider ·
Truye ·
Tuytens ·
Uytterhaegen ·
Van de Wiele ·
Van Eckhoudt ·
Van den Broeck · 
Van Holsbeke ·
Van Kerckhove ·
Van Ryssel ·
Vandaele ·
Vandecaveye ·
Vandersmissen ·
Vanhoutte ·
Vanthournout ·
Van Tieghem ·
Verheyden ·
Verpaelt ·
Verplaetse ·
Volckaert ·
Wislet (tot 05/05) ·
Zen